# Campbell Hill (Illinois)
Pour les articles homonymes, voir Campbell Hill.
Campbell Hill est un village du comté de Jackson dans l'Illinois, aux États-Unis,. Situé au centre du comté, il est incorporé le 13 novembre 1899.

## Démographie
Lors du recensement de 2010, le village comptait une population de 336 habitants. Elle est estimée, en 2016, à 321 habitants.

## Source de la traduction
- (en) Cet article est partiellement ou en totalité issu de l’article de Wikipédia en anglais intitulé « Campbell Hill, Illinois » (voir la liste des auteurs).